# Q School 2020 - Evento 2
L'evento 2 della Q School 2020 è la seconda tappa di tre di questa competizione, che si è disputata dal 4 all'8 agosto 2020 presso l'English Institute of Sport di Sheffield, in Inghilterra.
Da questa seconda tappa, quattro giocatori (Jamie Jones, Zak Surety, Oliver Lines e Ben Hancorn) si sono qualificati al Main Tour per le stagioni 2020-2021 e 2021-2022.

## Regolamento
Introdotta nel periodo di riforme dell'allora appena nominato presidente del World Snooker Tour Barry Hearn, la Q School è formata da tre eventi, i quali si disputano prima dell'inizio della stagione professionistica (solitamente pochi giorni dopo il termine del Campionato mondiale).
In questi sono presenti quattro sezioni, formate tutte da sei turni: chi riesce a vincere l'ultimo Round, ottiene una carta professionistica di due stagioni.
Possono partecipare anche coloro che terminano la stagione fuori dai primi 64 nel Ranking, e che quindi devono riqualificarsi per il Main Tour.
L'iscrizione è aperta ad ogni giocatore dilettante (con un'età minima di 16 anni), ed ha un costo di £1000.

## Fase a eliminazione diretta[4]
| Turno 1                | Turno 2                | Turno 3                | Turno 4                | Turno 5                | Turno di qualificazione al Main Tour |
| ---------------------- | ---------------------- | ---------------------- | ---------------------- | ---------------------- | ------------------------------------ |
| Al meglio dei 5 frames | Al meglio dei 5 frames | Al meglio dei 7 frames | Al meglio dei 7 frames | Al meglio dei 7 frames | Al meglio dei 7 frames               |

### Sezione 1

#### Turno 1
| Giocatore 1     | Giocatore 2       | Risultato |
| --------------- | ----------------- | --------- |
| Gary Coulson    | Matthew Glasby    | 0 - 3     |
| John Astley     | Luke Simmonds     | 3 - 0     |
| Dylan Emery     | Cristopher Keogan | 3 - 2     |
| Stephen Kershaw | Jason Kendrick    | 3 - 1     |
| Ronan Whyte     | Thor Chuan Leong  | 1 - 3     |
| Ashley Carty    | Fang Xiongman     | Forfait   |
| Paul Burrell    | Patrick Wallace   | 2 - 3     |
| Robert James    | Niel Vincent      | 2 - 3     |
| Alex Clenshaw   | Dave Finbow       | 3 - 0     |
| Andrew Milliard | Ben Jones         | 0 - 3     |

#### Turno 2
| Giocatore 1     | Giocatore 2      | Risultato |
| --------------- | ---------------- | --------- |
| Fan Zhengyi     | Matthew Glasby   | 3 - 1     |
| Adam Stefanow   | Michael Georgiou | Forfait   |
| Ben Fortey      | Daniel Womersley | 1 - 3     |
| Lee Shanker     | Jamie Wilson     | 2 - 3     |
| Hammad Miah     | John Astley      | 3 - 1     |
| Lee Stephens    | Dylan Emery      | 0 - 3     |
| Mark Vincent    | Stephen Kershaw  | 3 - 2     |
| Alex Millington | Thor Chuan Leong | 2 - 3     |
| Adrian Rosa     | Fang Xiongman    | 3 - 0     |
| Jamie Jones     | Patrick Wallace  | 3 - 1     |
| Chris Totten    | Raymond Fry      | 0 - 3     |
| Lucky Vatnani   | Niel Vincent     | 0 - 3     |
| Sam Baird       | Julien Leclerq   | 3 - 2     |
| Haydon Pinhey   | Kayden Brierley  | 3 - 0     |
| Elliot Slessor  | Alex Clenshaw    | Forfait   |
| Neal Jones      | Ben Jones        | 3 - 1     |

#### Turno 3
| Giocatore 1      | Giocatore 2      | Risultato |
| ---------------- | ---------------- | --------- |
| Fan Zhengyi      | Michael Georgiou | Forfait   |
| Daniel Womersley | Jamie Wilson     | 4 - 1     |
| Hammad Miah      | Dylan Emery      | 4 - 3     |
| Mark Vincent     | Thor Chuan Leong | 0 - 4     |
| Adrian Rosa      | Jamie Jones      | 0 - 4     |
| Raymond Fry      | Niel Vincent     | 4 - 2     |
| Sam Baird        | Haydon Pinhey    | 0 - 4     |
| Alex Clenshaw    | Neal Jones       | 4 - 1     |

#### Turno 4
| Giocatore 1      | Giocatore 2      | Risultato |
| ---------------- | ---------------- | --------- |
| Michael Georgiou | Daniel Womersley | 4 - 2     |
| Hammad Miah      | Thor Chuan Leong | 4 - 3     |
| Jamie Jones      | Raymond Fry      | 4 - 2     |
| Haydon Pinhey    | Alex Clenshaw    | 4 - 3     |

#### Turno 5
| Giocatore 1      | Giocatore 2   | Risultato |
| ---------------- | ------------- | --------- |
| Michael Georgiou | Hammad Miah   | 4 - 3     |
| Jamie Jones      | Haydon Pinhey | 4 - 1     |

#### Turno di qualificazione al Main Tour
| Giocatore 1      | Giocatore 2 | Risultato |
| ---------------- | ----------- | --------- |
| Michael Georgiou | Jamie Jones | 0 - 4     |

### Sezione 2

#### Turno 1
| Giocatore 1    | Giocatore 2      | Risultato |
| -------------- | ---------------- | --------- |
| Tam Mustafa    | Saqib Nasir      | 1 - 3     |
| Lee Walker     | Ollie Douglas    | Forfait   |
| James Burrett  | Jack Culligan    | 1 - 3     |
| Stephen Groves | Andrew Higginson | Forfait   |
| Alfie Burden   | Mark Lloyd       | 3 - 1     |
| Connor Benzey  | Jake Nicholson   | 2 - 3     |
| Liam Graham    | Brandon Hall     | 1 - 3     |
| Fergal Quinn   | Sean McAllister  | 3 - 0     |
| Ross Bulman    | Adam Longley     | 3 - 0     |
| Adam Duffy     | Michael Collumb  | 1 - 3     |
| Farakh Ajaib   | Jak Jones        | Forfait   |

#### Turno 2
| Giocatore 1        | Giocatore 2      | Risultato |
| ------------------ | ---------------- | --------- |
| Daniel Bagley      | Saqib Nasir      | 1 - 3     |
| James Height       | Lee Walker       | 0 - 3     |
| Tyler Rees         | Jack Culligan    | 0 - 3     |
| Adam Edge          | Stephen Groves   | 3 - 0     |
| Zak Surety         | Alfie Burden     | 3 - 1     |
| Jack Dady          | Lin Shuai        | Forfait   |
| Jamie McArdle      | Stan Moody       | 3 - 2     |
| Luke Pinches       | Jake Nicholson   | 1 - 3     |
| Thomas McSorley    | Brandon Hall     | 2 - 3     |
| Daniel Ward        | Steven Hallworth | 1 - 3     |
| Keishin Kamihashi  | Fergal Quinn     | 1 - 3     |
| Ryan Davies        | Leo Fernandez    | 2 - 3     |
| Alex Taubman       | Ross Bulman      | 0 - 3     |
| Sean Harvey        | Michael Collumb  | 2 - 3     |
| Jeff Cundy         | Rhydian Richards | 3 - 1     |
| Mateusz Baranowski | Farakh Ajaib     | 3 - 0     |

#### Turno 3
| Giocatore 1   | Giocatore 2        | Risultato |
| ------------- | ------------------ | --------- |
| Saqib Nasir   | Lee Walker         | Forfait   |
| Jack Culligan | Adam Edge          | 4 - 3     |
| Zak Surety    | Jack Dady          | 4 - 2     |
| Jamie McArdle | Jake Nicholson     | 0 - 4     |
| Brandon Hall  | Steven Hallworth   | 2 - 4     |
| Fergal Quinn  | Leo Fernandez      | 3 - 4     |
| Ross Bulman   | Michael Collumb    | 4 - 0     |
| Jeff Cundy    | Mateusz Baranowski | 1 - 4     |

#### Turno 4
| Giocatore 1      | Giocatore 2        | Risultato |
| ---------------- | ------------------ | --------- |
| Saqib Nasir      | Jack Culligan      | 4 - 3     |
| Zak Surety       | Jake Nicholson     | 4 - 2     |
| Steven Hallworth | Leo Fernandez      | 3 - 4     |
| Ross Bulman      | Mateusz Baranowski | 2 - 4     |

#### Turno 5
| Giocatore 1   | Giocatore 2        | Risultato |
| ------------- | ------------------ | --------- |
| Saqib Nasir   | Zak Surety         | 2 - 4     |
| Leo Fernandez | Mateusz Baranowski | 4 - 2     |

#### Turno di qualificazione al Main Tour
| Giocatore 1 | Giocatore 2   | Risultato |
| ----------- | ------------- | --------- |
| Zak Surety  | Leo Fernandez | 4 - 1     |

### Sezione 3

#### Turno 1
| Giocatore 1         | Giocatore 2     | Risultato |
| ------------------- | --------------- | --------- |
| Callum Lloyd        | Andy Lee        | Forfait   |
| Chris Mason         | Jack Smithers   | 3 - 0     |
| Mark Anthony Taylor | Sean O'Sullivan | 1 - 3     |
| Wu Yize             | Matthew Couch   | 3 - 0     |
| Bash Maqsood        | Dan Marsley     | 3 - 2     |
| Reanne Evans        | Jordan Brown    | Forfait   |
| Kharazchi Jamshid   | Craig Steadman  | 0 - 3     |
| Oliver Lines        | Mark Joyce      | Forfait   |
| Jamie Brown         | Sanderson Lam   | 1 - 3     |
| Keith Keldie        | Antoni Kowalski | 0 - 3     |
| Jed Mann            | Stephen Swaine  | 3 - 0     |
| Brian Ochoiski      | Tugba Irten     | 3 - 1     |
| Joshua Cooper       | Oliver Brown    | 0 - 3     |

#### Turno 2
| Giocatore 1     | Giocatore 2     | Risultato |
| --------------- | --------------- | --------- |
| Joe O'Connor    | Callum Lloyd    | Forfait   |
| Paul Davison    | Chris Mason     | 3 - 1     |
| Aidan Murphy    | Sean O'Sullivan | 2 - 3     |
| Dave Nelson     | Wu Yize         | 1 - 3     |
| Marvin Morgan   | Steven Evans    | 3 - 2     |
| Hamim Hussain   | Bash Maqsood    | 3 - 0     |
| Robbie Williams | Reanne Evans    | Forfait   |
| Ivan Kakovskii  | Craig Steadman  | 0 - 3     |
| Dean Young      | Oliver Lines    | 0 - 3     |
| Ryan Thomerson  | Sanderson Lam   | 3 - 0     |
| Lee Richardson  | Michael White   | 0 - 3     |
| Benji Buckley   | Antoni Kowalski | 0 - 3     |
| Robbie McGuigan | Patrick Whelan  | 3 - 1     |
| Jamie Clarke    | Jed Mann        | Forfait   |
| Greg Casey      | Brian Ochoiski  | 1 - 3     |
| Paul Deaville   | Oliver Brown    | 0 - 3     |

#### Turno 3
| Giocatore 1     | Giocatore 2     | Risultato |
| --------------- | --------------- | --------- |
| Callum Lloyd    | Paul Davison    | 3 - 4     |
| Sean O'Sullivan | Wu Yize         | 3 - 4     |
| Marvin Morgan   | Hamim Hussain   | 4 - 2     |
| Reanne Evans    | Craig Steadman  | 1 - 4     |
| Oliver Lines    | Ryan Thomerson  | 4 - 1     |
| Michael White   | Antoni Kowalski | 4 - 2     |
| Robbie McGuigan | Jed Mann        | 4 - 0     |
| Brian Ochoiski  | Oliver Brown    | 4 - 2     |

#### Turno 4
| Giocatore 1     | Giocatore 2    | Risultato |
| --------------- | -------------- | --------- |
| Paul Davison    | Wu Yize        | 4 - 2     |
| Marvin Morgan   | Craig Steadman | 2 - 4     |
| Oliver Lines    | Michael White  | 4 - 2     |
| Robbie McGuigan | Brian Ochoiski | 0 - 4     |

#### Turno 5
| Giocatore 1  | Giocatore 2    | Risultato |
| ------------ | -------------- | --------- |
| Paul Davison | Craig Steadman | 4 - 3     |
| Oliver Lines | Brian Ochoiski | 4 - 3     |

#### Turno di qualificazione al Main Tour
| Giocatore 1  | Giocatore 2  | Risultato |
| ------------ | ------------ | --------- |
| Paul Davison | Oliver Lines | 2 - 4     |

### Sezione 4

#### Turno 1
| Giocatore 1          | Giocatore 2       | Risultato |
| -------------------- | ----------------- | --------- |
| Jamie Curtis-Barrett | Bradley Cowdroy   | 3 - 0     |
| Serhij Issajenko     | Rory McLeod       | 3 - 0     |
| Andy Marriott        | Sydney Wilson     | 3 - 0     |
| Ian Martin           | Declan Lavery     | 3 - 2     |
| Simon Blackwell      | Simon Lichtenberg | 0 - 3     |
| Luo Honghao          | Ben Hancorn       | Forfait   |
| Peter Devlin         | Haider Ali        | 3 - 1     |
| Sunny Akani          | Hayden Staniland  | Forfait   |
| Harvey Chandler      | Chae Ross         | 3 - 0     |
| James Silverwood     | James Leadbetter  | 0 - 3     |

#### Turno 2
| Giocatore 1            | Giocatore 2          | Risultato |
| ---------------------- | -------------------- | --------- |
| Manasawin Phetmalaikul | Jamie Curtis-Barrett | 0 - 3     |
| Hans Blankaert         | Serhij Issajenko     | 3 - 1     |
| Jack Haley             | Stephen Craigie      | 0 - 3     |
| Paul Davies            | Phil O'Kane          | 3 - 1     |
| Mike Hallett           | Andy Marriott        | 1 - 3     |
| Ryan Roberts           | Ian Martin           | 2 - 3     |
| Elliott Weston         | Simon Lichtenberg    | 2 - 3     |
| Kuldesh Johal          | Sam Craigie          | Forfait   |
| Dean Reynolds          | Ben Hancorn          | 0 - 3     |
| Kishan Hirani          | Florian Nüßle        | 1 - 3     |
| Liam Highfield         | Peter Devlin         | Forfait   |
| Fergal O'Brien         | Hayden Staniland     | Forfait   |
| Joshua Thomond         | Ross Muir            | 1 - 3     |
| Chen Feilong           | Harvey Chandler      | 3 - 0     |
| Callum Beresford       | James Leadbetter     | 0 - 3     |
| Ryan Cronin            | Ben Mertens          | 3 - 1     |

#### Turno 3
| Giocatore 1          | Giocatore 2      | Risultato |
| -------------------- | ---------------- | --------- |
| Jamie Curtis-Barrett | Hans Blankaert   | 4 - 0     |
| Stephen Craigie      | Paul Davies      | 2 - 4     |
| Andy Marriott        | Ian Martin       | 1 - 4     |
| Simon Lichtenberg    | Kuldesh Johal    | Forfait   |
| Ben Hancorn          | Florian Nüßle    | 4 - 2     |
| Peter Devlin         | Hayden Staniland | Forfait   |
| Ross Muir            | Chen Feilong     | 1 - 4     |
| James Leadbetter     | Ryan Cronin      | 2 - 4     |

#### Turno 4
| Giocatore 1          | Giocatore 2      | Risultato |
| -------------------- | ---------------- | --------- |
| Jamie Curtis-Barrett | Paul Davies      | 4 - 2     |
| Ian Martin           | Kuldesh Johal    | 1 - 4     |
| Ben Hancorn          | Hayden Staniland | 4 - 1     |
| Chen Feilong         | Ryan Cronin      | 4 - 0     |

#### Turno 5
| Giocatore 1          | Giocatore 2   | Risultato |
| -------------------- | ------------- | --------- |
| Jamie Curtis-Barrett | Kuldesh Johal | 3 - 4     |
| Ben Hancorn          | Chen Feilong  | 4 - 0     |

#### Turno di qualificazione al Main Tour
| Giocatore 1   | Giocatore 2 | Risultato |
| ------------- | ----------- | --------- |
| Kuldesh Johal | Ben Hancorn | 0 - 4     |